# Jaén (provins)
Jaén er en provins i det sydlige Spanien, i den østlige del af den autonome region Andalusien. Den grænser til provinserne Ciudad Real, Albacete, Granada og Córdoba. Provinshovedstaden er Jaén.
Provinsen har et areal på 13.489 km² og tæt på 670.000 indbyggere. En sjettedel af disse bor i hovedstaden. Provinsen har 97 kommuner. 